# 當家精選
當家精選（英語：Nothinglikemore），是一匹在曾在香港出賽的已退役賽駒，練馬師是蔡約翰。

## 簡介
2017年10月22日，「當家精選」取得了五連捷。
2018年1月21日，莫雷拉策騎「當家精選」勝出四歲系列賽首關香港經典一哩賽。賽後，莫雷拉說道：「每次馬兒都能為我帶來驚喜，而牠每次跑來都更為放鬆。」他續說：「本來我們打算居較前列的位置競跑，但在我外側的賽駒率先發力上前切入，我不想被牠們帶向內欄而被困，我唯有讓牠們上前，當我能在牠們之後取得遮擋而走第三疊時，我已有信心馬兒能以勁勢衝刺，而牠最終亦能做到。」他補充：「轉彎時我有點擔心，因牠似乎跑來脫口，但我甚了解牠，知道只要我將牠移出外疊望空後，牠便能以勁勢衝刺。當我將牠拉出外疊後，牠便開始自行加速，我毋須刻意催策。轉直路彎時牠已追近領放馬匹，這亦是一個理想的位置，因為我一直都希望能身處外疊。接戰至最後二百米，我已知道勝券在握，能夠夥拍此駒出爭，我感到高興。」練馬師蔡約翰說道：「牠現時看來能在馬群之中走得暢順，亦能順利加速，表現出佳駟風範。」
2018年2月18日，莫雷拉策騎「當家精選」出戰四歲系列賽次關香港經典盃，取得第四名。
2018年3月18日，莫雷拉策騎「當家精選」出戰四歲系列賽尾關香港打吡大賽，取得第十一名。
2019年12月16日，「當家精選」宣告退役，正式結束其競賽生涯。

## 在港勝出賽事全紀錄
| 比賽日期   | 賽事名稱           | 賽事班次 | 賽道 | 賽事路程 | 比賽馬場 | 名次 | 完成時間 | 騎師   |
| ---------- | ------------------ | -------- | ---- | -------- | -------- | ---- | -------- | ------ |
| 22/01/2017 | 太平山讓賽         | 第四班   | 草地 | 1200米   | 沙田馬場 | 1    | 1:09.77  | 莫雅   |
| 19/02/2017 | 打鼓嶺讓賽         | 第三班   | 草地 | 1400米   | 沙田馬場 | 1    | 1:21.36  | 莫雷拉 |
| 12/03/2017 | 洋葵讓賽           | 第三班   | 草地 | 1400米   | 沙田馬場 | 1    | 1:21.68  | 莫雷拉 |
| 23/04/2017 | 樂力萬分讓賽       | 第二班   | 草地 | 1400米   | 沙田馬場 | 1    | 1:21.97  | 莫雷拉 |
| 22/10/2017 | PARMIGIANI卓越讓賽 | 第二班   | 草地 | 1400米   | 沙田馬場 | 1    | 1:21.35  | 莫雷拉 |
| 21/01/2018 | 香港經典一哩賽     | 四歲馬   | 草地 | 1600米   | 沙田馬場 | 1    | 1:34.24  | 莫雷拉 |

## 在港一級賽出賽全紀錄
| 比賽日期   | 賽事名稱           | 賽事班次 | 賽道 | 賽事路程 | 比賽馬場 | 名次 | 完成時間 | 騎師   |
| ---------- | ------------------ | -------- | ---- | -------- | -------- | ---- | -------- | ------ |
| 09/12/2018 | 浪琴表香港一哩錦標 | G1       | 草地 | 1600米   | 沙田馬場 | 6    | 1:34.23  | 莫雷拉 |

## 外部連結
- . 2018-01-21  [2018-01-21]. （原始内容存档于2018-12-14）.
- . 2018-02-18  [2018-02-18]. （原始内容存档于2018-12-15）.
- . 2019-12-16  [2019-12-16]. （原始内容存档于2019-12-24）.